# Liste der Kunstwerke im öffentlichen Raum in Wien/Außerhalb des heutigen Stadtgebietes
Diese Liste der Kunstwerke im öffentlichen Raum außerhalb des Stadtgebietes enthält die im „Wien Kulturgut“ (digitalen Kulturstadtplan der Stadt Wien) gelisteten Kunstwerke im öffentlichen Raum (Public Art), die außerhalb des heutigen Stadtgebietes liegen, aber trotzdem dort eingetragen und mit einer Inventarnummer versehen sind.

## Kunstwerke
| Foto |                 | Name                                                                          | Typ                    | Standort                                                              | Künstler | Datierung | Beschreibung | Metadaten |
| ---- | --------------- | ----------------------------------------------------------------------------- | ---------------------- | --------------------------------------------------------------------- | -------- | --------- | --- | --- |
| ja   | Datei hochladen | Bildstock ID: 47521 HERIS-ID: 93430 Objekt-ID: 108453                         | Sakrale Kleindenkmäler | Kaltenleutgebner Straße Höhe 135 – an der Bahnlinie Standort          |          |           | Der einfache Pfeiler mit Tabernakelaufsatz und leeren Rundbogennischen befindet sich bereits auf dem Gemeindegebiet von Perchtoldsdorf.              | Standort: Einfahrt Zementfabrik – kleine Straße entlang der Bahnlinie |
| ja   | Datei hochladen | Breitpfeiler (Kapellenbildstock) ID: 76967 HERIS-ID: 109717 Objekt-ID: 127351 | Sakrale Kleindenkmäler | Kaltenleutgebnerstraße Standort                                       |          | 19. Jh.   | Diese Wegkapelle befindet sich bereits auf dem Gemeindegebiet von Perchtoldsdorf.                                                                    | Standort: Höhe 75. Beim Steinbruch. Beim Bahnübergang. |
| ja   | Datei hochladen | Kriegerdenkmal ID: 47168 HERIS-ID: 99084 Objekt-ID: 115104                    | Denkmäler              | Wienerwald Standort                                                   |          | 1916      | Der kolossale Rundbau mit Halbsäulen, Inschriftentafeln und von einem Helm bekrönter Kuppel liegt bereits auf dem Gemeindegebiet von Klosterneuburg. | Standort: In Niederösterreich, nahe der Landesgrenze, (1170 Wien)- bei der Lagerwiese, etwa 100 Meter nach dem letzten erhaltenen Bau des ehemaligen Hameau (Holländerdörfl) |
| ja   | Datei hochladen | Weißes Kreuz ID: 76544                                                        | Sakrale Kleindenkmäler | Wagramer Straße, östlich von Süßenbrunn an der Landesgrenze. Standort |          |           | Bildstock aus verputzten Ziegeln mit Nische, von einem Doppelkreuz bekrönt, liegt bereits auf dem Gemeindegebiet von Aderklaa.                       | Standort: neben Schnellstraße |